# ششتمد
ششتمد (بالفارسية: ششتمد) هي منطقة سكنية تقع في إيران في Sheshtomad District. يقدر عدد سكانها بـ 2,246 نسمة.